# Typosyllis salina
Typosyllis salina är en ringmaskart som beskrevs av Hartmann-Schröder 1959. Typosyllis salina ingår i släktet Typosyllis och familjen Syllidae. Inga underarter finns listade i Catalogue of Life.